# Olizó
Olizó (en grec antic Ὀλιζών) era una antiga ciutat i polis de Magnèsia, a Tessàlia. Homer la menciona al "Catàleg de les naus" a la Ilíada, i li dona l'epítet d'«accidentada». La ciutat formava part dels territoris governats per Filoctetes.
El Periple de Pseudo-Escílax la situa clarament a Magnèsia, vora de la ciutat de Iolkos. Tenia un port i sembla que es trobava davant de la costa d'Artemísion, segons Plutarc, i Estrabó diu que era prop de la ciutat de Melibea. Estrabó també diu que era una de les ciutats que depenien de Demètries, fundada per Demetri Poliorcetes l'any 294 aC.